# Округ Јунион (Пенсилванија)
Округ Јунион (енгл. Union County) је округ у америчкој савезној држави Пенсилванија.

## Демографија
По попису из 2010. године број становника је 44.947, што је 3.323 (8,0%) становника више него 2000. године.
| Група             | 2000.          | 2010.          |
| Белци             | 36.455 (87,6%) | 38.311 (85,2%) |
| Афроамериканци    | 2.878 (6,9%)   | 3.324 (7,4%)   |
| Азијати           | 443 (1,1%)     | 522 (1,2%)     |
| Хиспаноамериканци | 1.622 (3,9%)   | 2.346 (5,2%)   |
| Укупно            | 41.624         | 44.947         |